# Ostrynia
Ostrynia (ukr. Остриня) – wieś na Ukrainie, w obwodzie iwanofrankowskim, w rejonie tłumackim, do 1945 w Polsce, w województwie stanisławowskim, w powiecie tłumackim, w gminie Oleszów.